# Charlie Vindehall
Charlie Rickard Vindehall (8 maggio 1996) è un calciatore svedese, centrocampista dell'Örgryte.

## Carriera
Cresciuto nel settore giovanile dell'Öster, inizia la sua carriera tra la quinta e la quarta divisione svedese con le maglie di Älmeboda/Linneryd e Räppe. In vista della stagione 2019, viene acquistato dall'IFK Värnamo, con cui si rende uno dei protagonisti della scalata dalla terza divisione alla massima divisione svedese. Il 3 aprile 2022 esordisce nell'Allsvenskan, in occasione dell'incontro perso per 2-1 contro l'IFK Göteborg. Il 21 maggio successivo trova la sua prima rete nella massima serie, nell'incontro vinto per 1-4 contro l'Helsingborg. Quell'anno chiude il torneo con 25 presenze (di cui 7 da titolare) e una rete. Nell'Allsvenskan 2023 invece trova molto meno spazio, disputando solo 5 gare in campionato. A fine anno, in scadenza di contratto, ha chiuso il suo quinquennio in biancoblù lasciando la squadra, desideroso di trovare maggiore minutaggio altrove.
Il 20 febbraio 2024 si unisce così all'Örgryte, club militante nel campionato di Superettan, a fronte della firma di un contratto biennale.

## Statistiche

### Presenze e reti nei club
Statistiche aggiornate al 21 novembre 2022.
| Stagione           | Squadra            | Campionato         | Campionato | Campionato | Coppe nazionali | Coppe nazionali | Coppe nazionali | Coppe continentali | Coppe continentali | Coppe continentali | Altre coppe | Altre coppe | Altre coppe | Totale | Totale |
| Stagione           | Squadra            | Comp               | Pres       | Reti       | Comp            | Pres            | Reti            | Comp               | Pres               | Reti               | Comp        | Pres        | Reti        | Pres   | Reti   |
| ------------------ | ------------------ | ------------------ | ---------- | ---------- | --------------- | --------------- | --------------- | ------------------ | ------------------ | ------------------ | ----------- | ----------- | ----------- | ------ | ------ |
| 2016               | Älmeboda/Linneryd  | D3                 | 20         | 2          |                 | -               | -               |                    | -                  | -                  |             | -           | -           | 20     | 2      |
| 2017               | Räppe              | D2                 | 23         | 1          |                 | -               | -               |                    | -                  | -                  |             | -           | -           | 23     | 1      |
| 2018               | Räppe              | D2                 | 24         | 3          |                 | -               | -               |                    | -                  | -                  |             | -           | -           | 24     | 3      |
| Totale Räppe       | Totale Räppe       | Totale Räppe       | 47         | 4          |                 | -               | -               |                    | -                  | -                  |             | -           | -           | 47     | 4      |
| 2019               | IFK Värnamo        | D1                 | 28         | 3          | CS+CS           | 3+1             | 0               |                    | -                  | -                  |             | -           | -           | 32     | 3      |
| 2020               | IFK Värnamo        | E                  | 16         | 1          |                 | -               | -               |                    | -                  | -                  |             | -           | -           | 16     | 1      |
| 2021               | IFK Värnamo        | S1                 | 26         | 1          | CS              | 1               | 0               |                    | -                  | -                  |             | -           | -           | 27     | 1      |
| 2022               | IFK Värnamo        | A                  | 25         | 1          | CS              | 2               | 0               |                    | -                  | -                  |             | -           | -           | 27     | 1      |
| Totale IFK Värnamo | Totale IFK Värnamo | Totale IFK Värnamo | 95         | 6          |                 | 7               | 0               |                    | -                  | -                  |             | -           | -           | 102    | 6      |
| Totale carriera    | Totale carriera    | Totale carriera    | 162        | 12         |                 | 7               | 0               |                    | -                  | -                  |             | -           | -           | 169    | 12     |

## Palmarès

### Club

#### Competizioni nazionali
- Superettan: 1

IFK Värnamo: 2021